# Gymnohippus
Gymnohippus is een geslacht van rechtvleugeligen uit de familie Pyrgomorphidae. De wetenschappelijke naam van dit geslacht is voor het eerst geldig gepubliceerd in 1910 door Bruner.

## Soorten
Het geslacht Gymnohippus  is monotypisch en omvat slechts de volgende soort:
- Gymnohippus marmoratus (Bruner, 1910)